# Michał Dunajecki
Michał Dunajecki (ur. 18 stycznia 1882 w Czarnym Dunajcu, zm. 2 sierpnia 1933 w Sierszy Wodnej koło Trzebini) – inżynier górnik, naczelny dyrektor (od 1919 do śmierci) Galicyjsko-Akcyjnych Zakładów Górniczych w Sierszy.

## Życiorys
Gimnazjum ukończył (jeszcze przed zmianą nazwiska) w Krakowie, potem studiował w Leoben w prestiżowej uczelni górniczej, a następnie elektrotechnikę w Wiedniu.
W 1905 został „inżynierem-asystentem” w kopalni „Artur” w Sierszy, potem w Trzebionce koło Trzebini kierował kopalnią rud cynku i ołowiu. Odznaczył się m.in. udziałem w ratowaniu górników podczas katastrofy (zatopienia kurzawką) kopalni „Artur” w 1910: uratował wówczas życie dwóm maszynistom. W kolejnych latach awansował aż do stanowiska dyrektora naczelnego kopalni „Artur”, w której zasłużył się w działaniach na rzecz jej mechanizacji i poprawy organizacji.
Zabiegał, zwłaszcza w okresie kryzysu gospodarczego w latach 20., o wzrost znaczenia własnej kopalni oraz kopalni Zagłębia Krakowskiego na rynku krajowym (wraz z dyr. Zymuntem Szczotkowskim z kopalni w Libiążu i inż. Ludwikiem Oelweinem z kopalni w Jaworznie-Borach) podpisał skierowany w 1927 do ministra Eugeniusza Kwiatkowskiego memoriał w tej sprawie pt. „Sprawa Kopalń Zagłębia Krakowskiego”.